# 농업 온톨로지 서비스
농업 온톨로지 서비스(Agricultural Ontology Service)는 농업 분야의 많은 시스템에서 사용가능한 다중 언어를 기반으로 하는 농업 전문 용어 표준을 제공하겠다는 기치 아래 시작된 프로젝트이다. 이 서비스의 목적은 농업 시스템 사이에 더 많은 정보 공유를 하고자 하는 것이다.
이것을 통하여 만들어진 표준은 농업 관련 문서들의 더 나은 인덱스와 정보 탐색을 제공할 것으로 예상된다. AOS 의 목표는 온톨로지를 개발하는 파트너를 도와주는 것으로 달성될 수 있다.

## 같이 보기
- 농업 정보 관리 표준
- AgMES
- AGROVOC
- 시맨틱 웹